# ОШ „Арсеније Лома” Рудник
ОШ „Арсеније Лома” се налази у Руднику, насељеном месту на територији општине Горњи Милановац. Школа данас носи име по Арсенији Ломи, војводи Качерском и учеснику Првог српског устанка.
Прва школа је основана 1864. године, која је више пута до Другог светског рата мењала зграде у којима се настава обављала. Пред почетак рата, завршена је нова зграда за потребе школе, по пројекту инжењера Павла Ђорђевића, архитекте из Крагујевца. Године 1976. у оквиру школе је изграђена монтажна зграда.
Поред матичне школе у Руднику, настава се изводи и у издвојеним одељењима, у Угриновцима, Заграђу, Трудељу и Драгољу.
Основна школа је део Међународног програма Еко школе и званичну потврду о укључењу је добила 8. децембра 2015. године. Од тог датума предузимају се све потребне мере како би се обезбедило адекватно реализовање овог пројекта. 
Еко школа "Арсеније Лома" је била први промотер и домаћин "Каравана за климу", чији је организатор Француска амбасада у сарадњи са Амбасадорима одрживог развоја. 